# Bystřice (Bělá nad Radbuzou)
Bystřice je malá vesnice, část města Bělá nad Radbuzou v okrese Domažlice v Plzeňském kraji. Nachází se tři kilometry jižně od Bělé nad Radbuzou. Bystřice leží v katastrálním území Bystřice u Bělé nad Radbuzou o rozloze 4,23 km². V katastrálním území Bystřice u Bělé nad Radbuzou leží i Hleďsebe.

## Historie
První písemná zmínka o vesnici pochází z roku 1591.

## Obyvatelstvo
| Rok            | 1869 | 1880 | 1890 | 1900 | 1910 | 1921 | 1930 | 1950 | 1961 | 1970 | 1980 | 1991 | 2001 | 2011 | 2021 |
| -------------- | ---- | ---- | ---- | ---- | ---- | ---- | ---- | ---- | ---- | ---- | ---- | ---- | ---- | ---- | ---- |
| Počet obyvatel | 236  | 262  | 254  | 272  | 292  | 292  | 274  | 84   | 57   | 31   | 27   | 15   | 8    | 4    | 17   |
| Počet domů     | 28   | 34   | 36   | 43   | 46   | 48   | 55   | 40   | 40   | 11   | 10   | 17   | 17   | 17   | 18   |

## Obecní správa
Při sčítání lidu v letech 1850–1963 Bystřice byla samostatnou obcí v okrese Horšovský Týn (v letech 1850–1910 Horšův Týn). Od roku 1964 je částí města Bělá nad Radbuzou v okrese Domažlice. V letech 1850–1963 k obci patřila Hleďsebe.

## Další fotografie

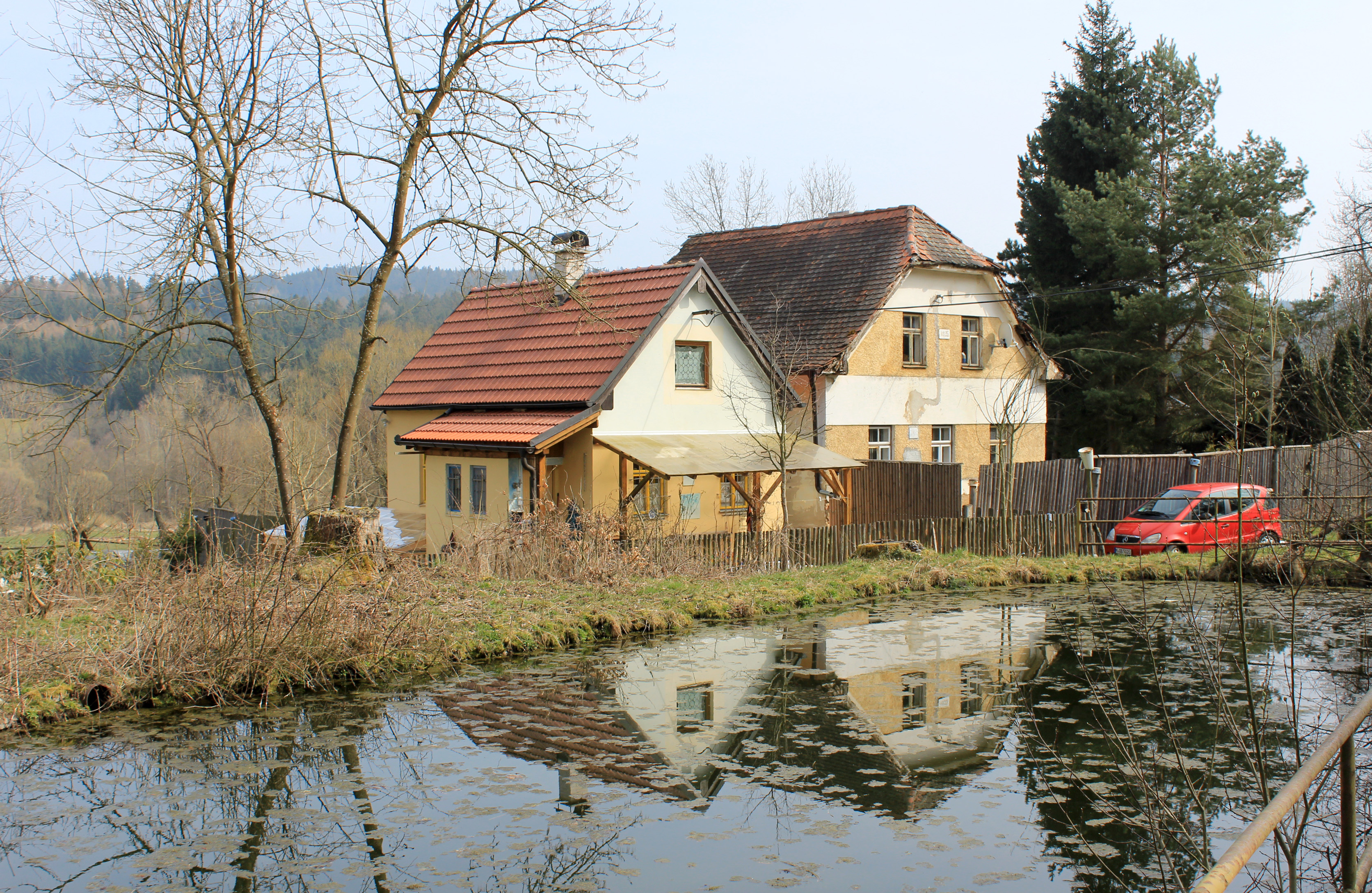
Rybníček u návsi
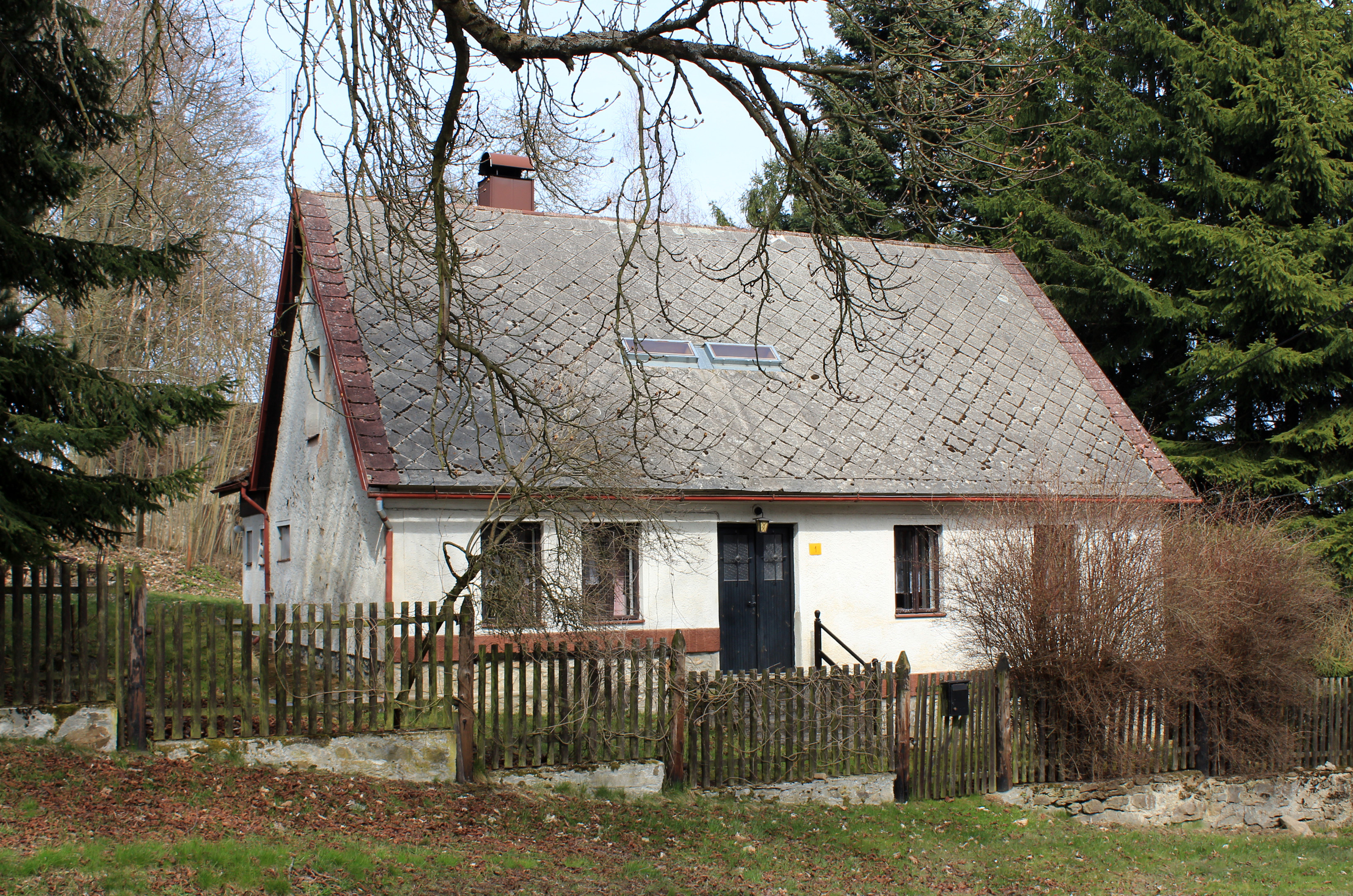
Dům čp. 1
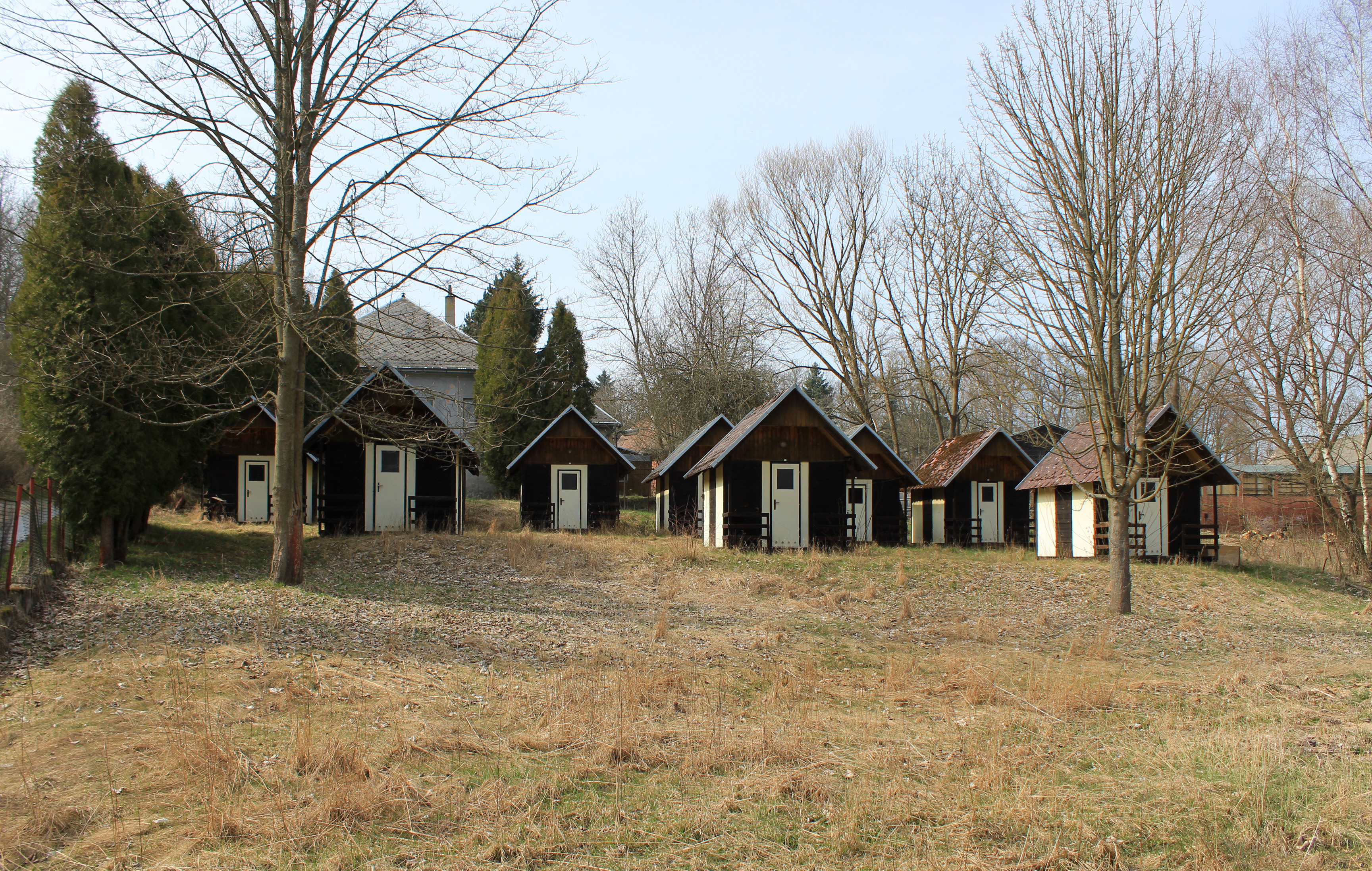
Bývalý pionýrský tábor
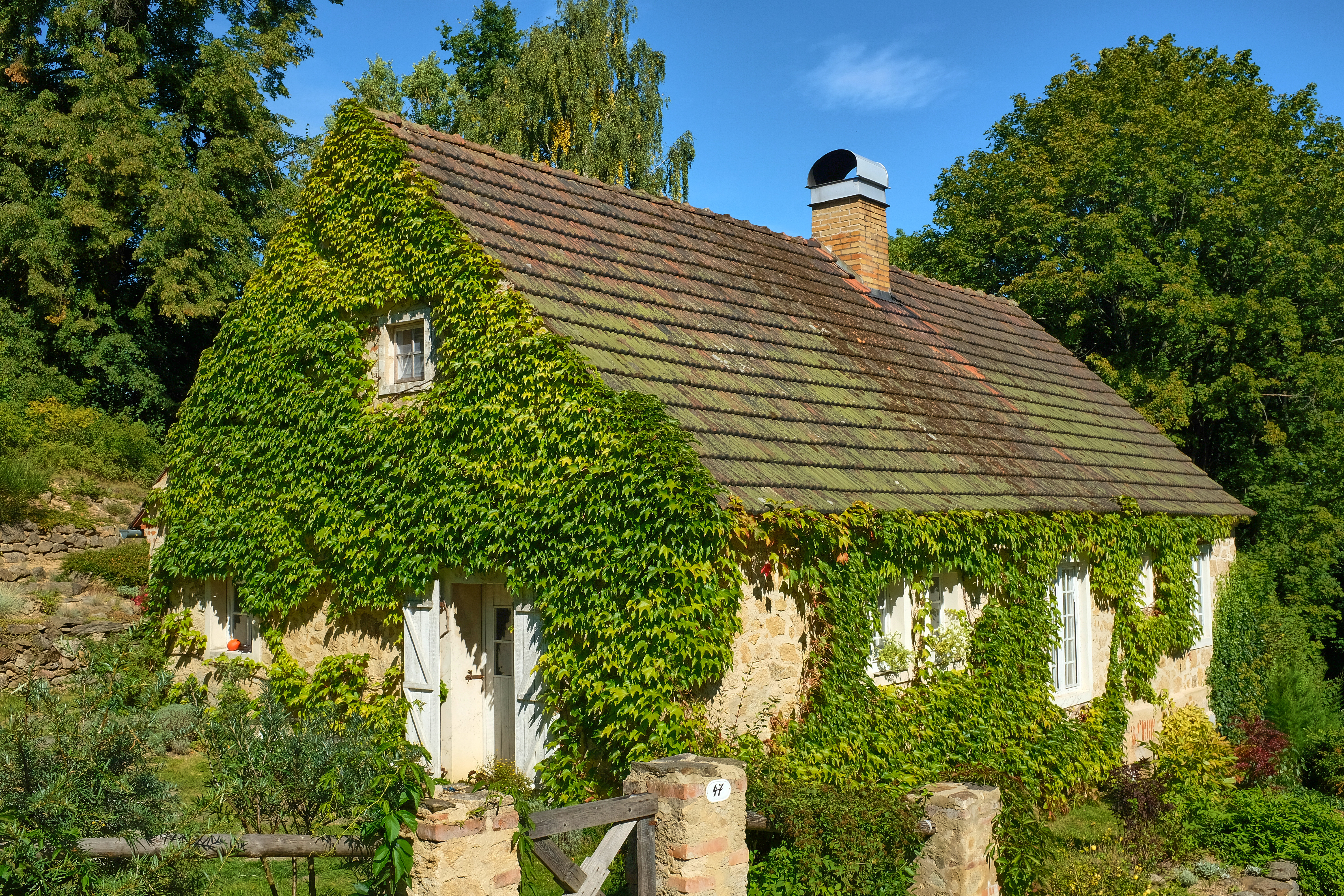
Dům čp. 47